# Астерикс и Готи
Астерикс и Готи (фр. Astérix chez les Goths) је трећа епизода серије стрипова о Астериксу, коју је писао Рене Госини и цртао Албер Удерзо. Првобитно је објављиван у француском часопису Пилот од бр.82 (18. мај 1961.) до броја 122 (22. фебруар 1962.). Први пут као засебан албум објављен је јула 1963. у оквиру едиције "Пилот колекција" у издању Даргоа и штаман је у 15.000 примјерака. До сада је доживио шест реиздања у Француској. Прича се надовезује на претходну епизоду "Астерикс и златни срп" у којој је Аспириникс најавио годишњи збор друида у Картунској шуми. У цијелом серијалу ово је једина директна повезница између две узастопне епизоде.
Ова епизода је написана 15 година након завршетка Другог свјетког рата, исмијава Готе односно Нијемце и приказује их као зликовце. Удрезо је касније изразио жаљење због германофобичног тона у овој епизоди. У каснијим епизодама Борба старешина, Астерикс легионар и Астерикс на трци кроз Италију Готи су приказани као више симаптичнији ликови. У епизоди Верцингеториксова кћи, Адреналина изјављује да "воли готски стил".
Епизода је 1965. преведена у Западној Њемачкој, и објављена у часопису Lupo modern чији је издавач био Ролф Каука под насловом Siggi und die Ostgoten. Издавач је самоиницијативно додао пропаганду против Источне Њемачке без Госинијевог и Удерзовог знања. Ово издање је постало политичко питање, пошто су Визиготи представљали Западне Нијемце, а Остроготи  Источне Нијемце. Остроготи су говорили саксонским дијалектом, међусобно се ословљавали са друже, а умјесто фрактурског писма коришћена су црвена слова. Превод је довео до дебате, а стрип је доспио пред Савезни одбор за ревизију због писања које је штетно за младе. Када су творци Астерикса то сазнали, одмах су захтијевали да се ти елементи уклоне, а издава Дарго је раскинуо сарадњу са Кауком на Госинијево инсистирање. Неизмјењена ова епизода је објаљена тек 1970. на њемачком језику, и то као седми албум издавача Егмонт-Верлаг.
У поређењу са другим епизодама ова епизода је имала највише политичких конотација и стереотипа о Нијемцима. Прије свега о њиховом (пруском) милитаризму, жудњом за моћи, окрутности и чистоћи. Њемачка као мала или подијељена тумачи се као (једини) одржив начин да се укроте ратоборне комшије. Готи носе шљемове са шиљцима, који су били карактеристични за пруску војску која га је почела користити 1842—1843. Током 19. и 20. вијека овакав шљем су нослили пруски и њемачки официри, ватрогасци и полиција. Оригинална верзија на француском језику има кукасте крстове у облачићима, када се користе псовке и на застави. Поред тога Готи говоре фрактурским писмом, једном верзијом готског писма које се сматра типично њемачким и коришћено је до 1941. као стандардан начин писања. Сатирично се помиње разлика између Острогота и Визигота и њихов промјенљив положај у Европи током сеобе народа, чиме се алаудира на подјелу Њемачке на Источну и Западну Њемачку.
Као албум ова епизода је у СФРЈ објављена четвртом броју едиције "Астериксовог забавника" у издању "Маркетпринт" из Новог Сада под насловом "Отмица Аспириникса". У стрип ревији "Стрипотека" коју је издавао "Маркетпринт" из Новог Сада објављена је у четири дијела од којих је сваки наставак носио посебан наслов: "Астерикс и Готи" (број 109), "`Пријатељско убеђивање`" (број 110), "Русвај иза браве" (број 111) и "Невиђени дар-мар" (број 112). Наредно издање је објављено у СРЈ у оквиру "Политикиног забавника". Чаробна књига је ову епизоду објавила у оквиру интегралног албума број 1, 2018. године.

## Радња
Друид Аспириникс иде на годишњи састанак друида у Картунску шуму, у пратњи Астерикса и Обеликса који морају да га сачекају на ивици шуме, јер је само друидима дозвољен улаз. Цијелом регијом крстаре римске патроле у потрази за групом Гота који су прешли границу са Галијом, односно границу Римског царства претходно нападнувши легионаре Заврзламуса и Билмезуса. Готски ратници Криминалик, Варварик, Хистерик и Перфидерик предвођени својим вођом Томујетикок, ови ратници имају намјеру да отму најбољег друида да би искористили његове вјештине и освојили не само Галију него и цијело Римско царство.
На путу ка шуми, Астерикс, Обеликс и Аспириникс сусрећу другог друида, Бриселикса, који користи своје магичне моћи да убиједи Римљане да их пусте да прођу. На рубу Картунске шуме, Астерикс и Обеликс остају да чекају повратак Аспириникса који, са Бриселиксом, одлази на збор друида. Не знајући да се група Гота крије у близини, друиди се такмиче приказујући своје вјештине. Аспириникс осваја награду "Златни менхир" за свој напитак који даје надљудску снагу. При одласку га заробљава група Гота. Астерикс и Обеликс, забринути за Аспириникса након што није изашао из шуме, улазе у шуму и проналазе готски шљем. На несрећу, наилазе на римску патролу, која примјећује готски шљем код Астерикса и они их сматрају Готима. Астерикс и Обеликс лако побјеђују Римљане, али римски генерал Живчанијус је обавјештен о инциденту и шаље камене плоче са ликовима Астерикса и Обеликса нудећи награду за њихово хапшење.
Астерикс добија сјајну идеју да се он и Обеликс преруше у римске легионаре. Праве засједу и хватају двојицу легионара од којих узимају оклоп и оружје, а њих остављају завезане и зачепљених уста. Два друга легионара, тражећи Готе, наилазе на њих који се представљају као Астерус и Обелус. Због Обеликсовог смијеха, јер му је цијела ситуација комична, умало да их раскринкају. Ипак пролазе даље, али ова два легионара наилазе на везане легионаре за које сматрају да су Астерикс и Обеликс. Мислећи да их је неки други легионар заробио и отишао по појачање, они одлучују да преузму заробљенике, одведу их генералу у логор и добију награду. Међутим, када је заробљеницима скинут повез са уста, истина избија на видјело. Убрзо Римљани почињу на све стране да заробљавају једни друге сматрајући их за Готе који су прерушени у Римљане. Ова заврзлама помаже Готима са отетим Аспириниксом да без проблема дођу до границе. Такође, пут је олакшан и Астериксу и Обеликсу који су поново у својој, галској одјећи.
Готи прелазе границу Римског царства назад у Германију, ошамућујући легионара чија жеља да пријави инвазију постаје непресушна… (Он у почетку извјештава о "инвазији" Гота на Германију, затим о инвазији Гала који прелазе у Германију — што његов центурион одбацује јер њихова територија није та која је нападнута — а затим на крају извјештава да се Гали враћају у Галију, што је повод да добије осам дана затвора). Група Гота има проблем са цариником на граници, који одбија да их пусти под оптужбом да увозе страну робу. Након што су ријешили проблем Готи доводе Аспириникса пред свог поглавара Суперсоника. Он позива свог галско-готског преводиоца Странијезика којем пријети погубљење уколико не убиједи Аспириникса да сарађује и да скува чаробни напитак за Готе. Иако Аспириникс одбија, Странијезик лаже и говори Суперсонику да је пристао, али да то може да учини за седам дана када буде млади мјесец.
У међувремену, Астерикс и Обеликс такође ошамућују легионара на граници и улазе у готску земљу. Налетивши на готску граничну патролу, Обеликс несмотрено се представља користећи њихова римска имена, па патрола мисли да су Римљани прерушени у Гале. Након што су Астерикс и Обеликс претукли патролу настављају даље. Наишавши на другу патролу они нападају посљедња два Гота у колини, прерушавају се, придружују се патроли на зачељу и тако улазе у касарну као припадници готске војске. У покушају да побјегну из касарне, Готи их заробљавају и бацају у затвор гдје наилазе на Странјезика који је такође у затвору јер је покушао да побјегне. Обеликс разбија затворска врата и они бјеже, водећи Странјезика са собом. Иако се у почетку претварао да говори само готски, Странјезик случајно открива да зна галски, и признаје све што зна о друиду. Астерикс одлучује да се врати у град и не пусти Странјезика док не ослободи Аспириникса. Ушавши у град Странјезик почиње да галами и привлачи патролу. Након што су претукли цијелу патролу Астерикс и Обеликс намјерно се предају једином стојећем човјеку, да их одведе до свог вође.
Гали су доведени пред Суперсоника, који пита Странјезика да ли друид још увијек жели да скува чаробни напитак. Међутим Аспириникс открива да говори готски и обавјештава Суперсоника да га је Странјезик обмањивао. Суперсоник, луд од бијеса, поново баца Странјезика у затвор заједно са Галима. Гали одлучују да дају магични напитак неким Готима, како би изазвали неред у земљи и лакше се вратили у Галију. Друид обавјештава Суперсоника о својим "последњим жељама": да поједу "галску супу", која им је одобрена. Аспириникс даје тамничару листу са потребним састојцима, и када се он врати спрема чарони напитак који даје Странјзику.
Током јавног погубљења, Странјезик који је попио чаробни напитак, тражи да иде први. Он се успјешно одупире свим покушајима мучења, ослобађа се и пребија Суперсоника, кога баца у затвор и преузима власт. Астерикс тражи од Странјезика да му дозволи да оде у тамницу да се наруга Суперсонику, а Странјезик одобрава. У затвору Гали Суперсонику дају му чаробни напитак. Суперсоник бјежи из затвора и напада на Странјезика. Како су обојица под дејством чаробног напитка, међусобна борба се показала бескорисном па сваки одлази да организује војску. У међувремену Гали лутају градом и насумично дају напитак сваком Готу који им изгледа незадовољан и којем би било драго да посједује надљуску снагу (први добија Електрик, који је сиромашан и мора да чисти улице, а други је Смотсник који мора да слуша своју жену). Свако од њих окупља своју војску и почиње низ замршених међусобних сукоба, познатих као "Астеријански ратови", чиме је посијано сјеме раздора у Германији па су племена заокупљена собом а не покушајима да нападну другу земљу. Гали се побједоносно враћају у Галију, поново ошамутивши легионара на граници, долазе у своје село гдје их срдачно дочекују и прослљављају гозбом под звјезданим небом.

## Занимљивости
- Готи су су били источногерманско племе пореклом из Скандинавије (Готланд, тј. Јеталанд), које је у 3. и 4. вијеку упало у Римско царство и касније прихватило аријанство. У 5. и 6. вијеку су се подијелили на Визиготе и Остроготе, па је употреба ових термина у овом стрипу анахронизам.
- Готи су представљени као претеча Нијемаца иако нису имали удјела у њемачкој етногенези. У касноантичком добу су се населили на другој страни Дунава, гдје су често водили борбе са Римљанима. Међутим област Германије која се граничила са Галијом, била је насељена другим племенима, тако да Гали и Готи нису били сусједи како је то приказано у стрипу. Тек ту ренесанси је створена веза између Нијемаца и готике (првобитно погрдни израз за архитектонски стил какав је данас познат).  Немачко писмо коришћено у овој књизисе колоквијално назива готско писмо, на енглеском се за ово користи готика .
- Готски вођа Суперсоник подсећа на првог њемачког канцелара – Ото Фон Бизмарка.
- Фиктивна застава Германије у овом стрипу састоји се од бијелог круга на црвеној позадини (што асоцира на заставу Трећег рајха) а унутар бијелог поља је црни орао са грба Њемачке. Орао датира још из доба Светог римског царства.
- Друиди су били свештеничка класа у заједницама старих Келта, који су обитавали у већем дијелу западне Европе, сјеверно од Алпа као и на Британским острвима. Свако племе Келта и Гала имало је друида, који је обављао дужности свештеника, судије, исцјелитеља и учитеља. Инспирацију за збор друида у Картунској шуми, Госини је нашао у Цезаровим књигама о Галским ратовима. У њима је записивао да су се келтски свештеници састајали у шумама око Орлеана и Шартра да би се савјетовали и доносили одлуке.
- Идеја о малим њемачким државама потиче од чињенице да је територија модерне Њемачке била подељена на већи број мањих држава и државица од времена пада Светог римског царства, све до уједињења 1871. године.
- Познато је да су варварски народи често упадали на римске територије, па се са тог аспекта може препознати хумор у описаном походу Гота на Галију и њиховог плана инвазије на Римско царство. Гледано кроз историју, Готи су у неколико наврата заиста водили рат против Римског царства у 4. 5. и 6. веку нове ере. Ти ратови су данас познати као "Готски ратови".
- На страни 8, појављује се кромпир што је анахронизам јер је кромпиру Европу донијет 1536.
- Идеја о засједи на збору друида искоришћена је и у филму "Астерикс и Обеликс против Цезара".
- У овој епизоди се појављује помфрит, иако су га Белгијанци измислили тек у епизоди Астерикс међу Белгијанцима. Заправо и ово је анахронизам јер је кромпир стигао из Јужне Америке у Европу средином 16. вијека.

## Галерија
- Насловна страна интегралног албума у издању "Чаробне књиге"
- Насловна страна Астериксовог забавника бр. 4